# Chelonarium costatipenne
Chelonarium costatipenne là một loài bọ cánh cứng thuộc họ Chelonariidae. Loài này được Méquignon miêu tả khoa học đầu tiên năm 1932.